# Tim Reeves

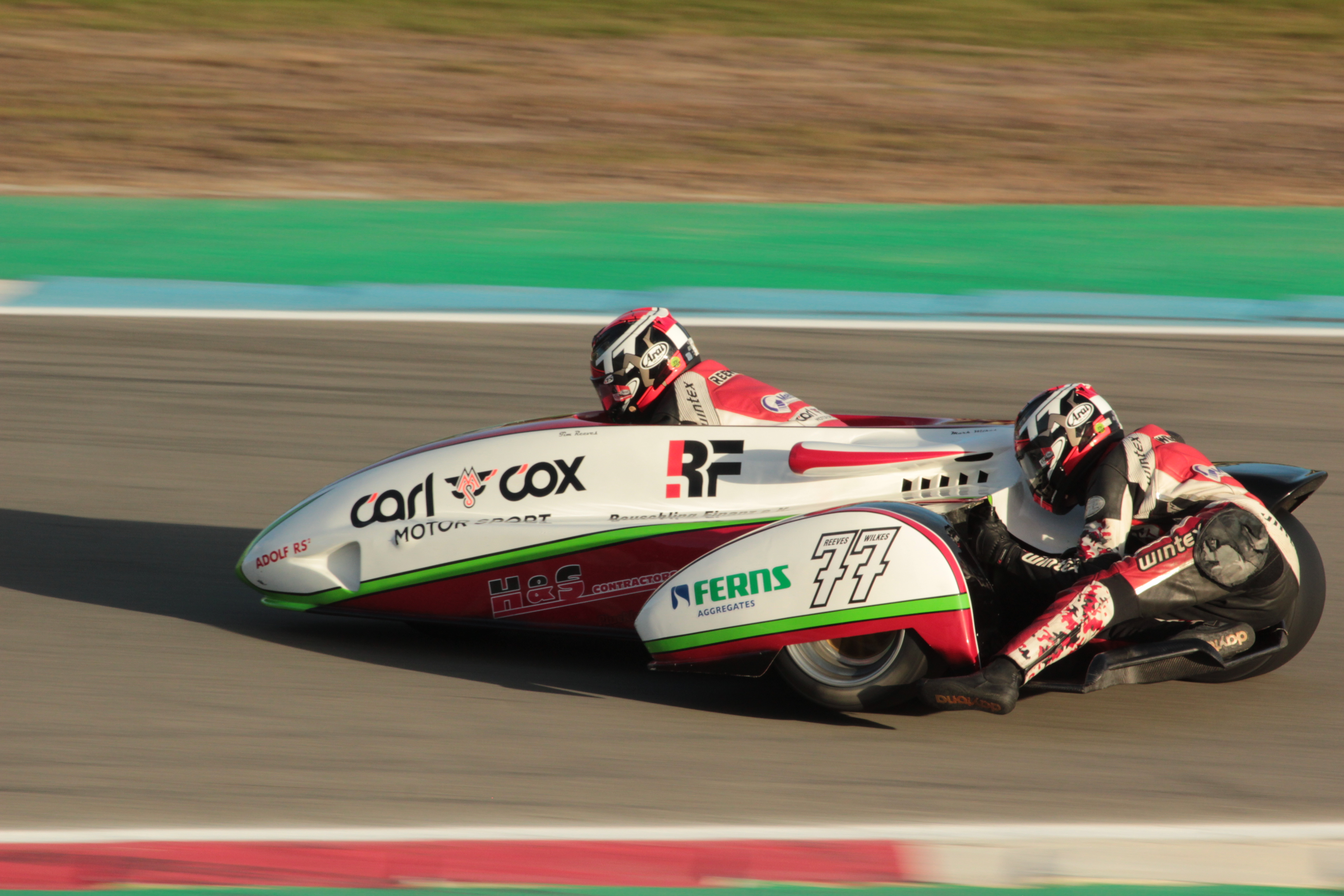
Reeves mit Beifahrer Mark Wilkes in Assen 2018, während eines Gaststarts in der Britischen Seitenwagen Meisterschaft

Tim Reeves (* 28. August 1972 in Maidstone, Kent) ist ein britischer Motorradrennfahrer, der im Seitenwagenrennsport aktiv ist.

## Leben und Wirken
Reeves begann seine Laufbahn 1992 als Beifahrer, bis er 1998 auf den Sitz des Piloten wechselte. Seine beiden ersten Titel in der FIM-Weltmeisterschaft für Gespanne 2005 und 2006 fuhr er mit seinem jüngeren Bruder Tristan Reeves als Beifahrer ein. Von 2007 an saß Patrick Farrance im Beiwagen. Ihm folgte der Manx Daniel Sayle – der später mit Klaus Klaffenböck bemerkenswerte Zeiten und Siege erringen konnte – als Beifahrer, mit dem er auch seinen ersten und bisher einzigen Sieg bei der Isle of Man TT einfuhr. Seit 2014 tritt er auch zusammen mit dem Franzosen Gregory Cluze an. Reeves lebt in High Halden. Viele seiner Erfolge errang er auf LCR, wird aber die Saison 2016 auf Remse-Bike mit dem ehemaligen Rennfahrerkollegen Janez Remše als Teamchef bestreiten.

## Siegestatistik
| Jahr | Klasse                                | Titel              |
| ---- | ------------------------------------- | ------------------ |
| 2005 | FIM-Seitenwagen Meisterschaft         | Weltmeister        |
| 2006 | FIM-Seitenwagen Meisterschaft         | Weltmeister        |
| 2007 | FIM-Seitenwagen Meisterschaft         | Weltmeister        |
| 2007 | Seitenwagen Meisterschaft             | Britischer Meister |
| 2008 | Seitenwagen Meisterschaft             | Britischer Meister |
| 2010 | Seitenwagen Meisterschaft             | Britischer Meister |
| 2011 | Seitenwagen Meisterschaft             | Britischer Meister |
| 2012 | FIM-Seitenwagen Meisterschaft         | Weltmeister        |
| 2013 | Seitenwagen Meisterschaft             | Britischer Meister |
| 2013 | Gespanne Rennen 1                     | Isle of Man TT     |
| 2014 | FIM-Seitenwagen Meisterschaft (F1/F2) | Weltmeister        |
| 2015 | FIM-Seitenwagen Meisterschaft (F2)    | Weltmeister        |
| 2019 | IDM Sidecar 600                       | Deutscher Meister  |
| 2019 | FIM-Seitenwagen Meisterschaft         | Weltmeister        |

## = Weblinks
=
- Fahrerporträt  auf der offiziellen Webseite der Isle of Man TT (englisch).
- Tim Reeves auf der offiziellen Website der Isle of Man TT (englisch)
- Teamportrait in der Britischen Meisterschaft
- Artikelsammlung auf steveenglish.com, abgerufen am 2. Januar 2016 (englisch)